# Capricornio (lanciatore)
Il Capricornio è stato un progetto spagnolo di un razzo a combustibile solido avviato dall'Instituto Nacional de Técnica Aeroespacial (INTA) nel 1992 e annullato nel 2000 senza che sia mai stato effettuato un volo di prova.
Doveva essere un lanciatore capace di mettere carichi tipici di 100 kg in un'orbita polare di 600 chilometri di altezza. Era stato programmato di fare le prime prove dalla base di El Arenosillo, situata sulla costa atlantica della penisola, e le successive dalle Isole Canarie. Tuttavia gli Stati Uniti fecero pressione affinché il Condor II non entrasse in produzione e questo portò al progressivo abbandono del progetto Capricornio.
Nel 1997 il progetto riprese con l'annuncio il 16 giugno da parte dell'INTA al Salone di Le Bourget di Parigi che sarebbe stato utilizzato come primo stadio un razzo Castor 4B statunitense. L'INTA commissionò all'azienda Thiokol la fornitura dei motori per i primi due lanci e programmò il volo inaugurale per il 1999, portando un carico di 50 kg in un'orbita polare eliosincrona di 700 km di altezza. Il carico avrebbe dovuto essere costituito da due satelliti: il Nanosat 01, sviluppato dall'INTA, che avrebbe assicurato le comunicazioni tra la Spagna e la base antartica spagnola Juan Carlos I in Antartide, e il satellite per telecomunicazioni Venus, sviluppato dal Politecnico di Madrid assieme ad altre università di Messico e Argentina, con lo scopo di far acquisire agli studenti esperienza nella progettazione e costruzione di satelliti.
Alla fine il governo non ha dato i finanziamenti e il progetto è stato annullato pochi mesi dopo. Il Nanosat 01 è stato lanciato con un Ariane 5 come carico aggiuntivo il 17 dicembre 2004 e il Nanosat-1B è stato messo in orbita il 29 luglio 2009 da un lanciatore Dnepr.